# Івашки (Полтавський район)
Іва́шки — село в Україні, у Полтавській міській громаді Полтавського району Полтавської області. Населення становить 672 осіб. До 2020 орган місцевого самоврядування — Супрунівська сільська рада.

## Географія
Село Івашки знаходиться за 1,5 км від правого берега річки Полузір'я, примикає до села Супрунівка. По селу протікає пересихаючий струмок з загатою. Поруч проходять автошлях міжнародного значення М03 та залізниця, на якій розташований пасажирський залізничний зупинний пункт Івашки.

## Економіка
- Молочно-товарна ферма.

## Історія
Засноване у першій половини XVII століття. За даними на 1859 рік у козацькому селі Полтавського повіту Полтавської губернії, мешкало 1011 осіб (534 чоловічої статі та 577 — жіночої), налічувалось 162 дворових господарства, існувала православна церква.
За місцевою легендою, яку пам'ятають місцеві старожили, за давніх часів, очевидно козацьких, у селі жив козак, місцевий отаман Івашко, який опікувався обороною села, що ховалось у лісах, від нападів кочівників. Від нього село і одержало свою назву Івашки.
12 червня 2020 року, відповідно до розпорядження Кабінету Міністрів України № 721-р «Про визначення адміністративних центрів та затвердження територій територіальних громад Полтавської області», село увійшло до складу Полтавської міської громади.
19 липня 2020 року, в результаті адміністративно - територіальної реформи та ліквідації Полтавського району (1925—2020), село увійшло до складу новоутвореного Полтавського району.

## Населення

### Мова
Розподіл населення за рідною мовою за даними перепису 2001 року:
| Мова            | Кількість | Відсоток |
| --------------- | --------- | -------- |
| українська      | 631       | 93.90%   |
| російська       | 37        | 5.50%    |
| білоруська      | 1         | 0.15%    |
| румунська       | 1         | 0.15%    |
| болгарська      | 1         | 0.15%    |
| інші/не вказали | 1         | 0.15%    |
| Усього          | 672       | 100%     |

## Постаті
- Белей Сергій Григорович (1977—2015) — старший солдат Збройних сил України, учасник російсько-української війни.